# Llista de videoclips més vistos de la història
Aquest és un annex on figuren els videoclips més reproduïts a YouTube, segons la informació publicada per la plataforma.

## Llista
A continuació els videoclips més vistos en l'actualitat, a la que s'accedeix des del filtre de YouTube.
| Posició | Cançó              | Artista(s)                                           | Visualitzacions (en mil. milions) | Data de publicació     | País d'origen |
| ------- | ------------------ | ---------------------------------------------------- | --------------------------------- | ---------------------- | ------------- |
| 1       | Despacito          | Luis Fonsi feat. Daddy Yankee                        | 4,4                               | 12 de gener de 2017    | Puerto Rico   |
| 2       | See You Again      | Wiz Khalifa feat. Charlie Puth                       | 3,2                               | 6 d'abril de 2015      | Estats Units  |
| 3       | Gangnam Style      | PSY                                                  | 3,0                               | 15 de juliol de 2012   | Corea del Sud |
| 4       | Sorry              | Justin Bieber                                        | 2,8                               | 22 d'octubre de 2015   | Canadà        |
| 5       | Uptown Funk        | Mark Ronson feat. Bruno Mars                         | 2,8                               | 19 de novembre de 2014 | Estats Units  |
| 6       | ''Shape of You''   | Ed Sheeran                                           | 2,8                               | 30 de gener de 2017    | Regne Unit    |
| 7       | Masha and The Bear | Get Movies                                           | 2,6                               | 31 de gener de 2012    | Rússia        |
| 8       | Shake It off       | Taylor Swift                                         | 2,4                               | 18 d'agost de 2014     | Estats Units  |
| 9       | Bailando           | Enrique Iglesias feat. Descemer Bueno, Gente de Zona | 2,4                               | 11 d'abril de 2014     | Espanya Cuba  |
| 10      | Sugar              | Maroon 5                                             | 2,4                               | 14 de gener de 2015    | Estats Units  |

### Per any de llançament
Aquesta llista mostra els cinc vídeos més vistos des del 2010
| Any                            | Cançó                          | Visites (en milers de milions) |
| ------------------------------ | ------------------------------ | ------------------------------ |
| 2010                           | "Baby"                         | 0.42                           |
| 2010                           | "Waka Waka"                    | 0.27                           |
| 2010                           | "Love the Way You Lie"         | 0.25                           |
| 2010                           | "Rolling in the Deep"          | 0.20                           |
| 2010                           | "Not Afraid"                   | 0.11                           |
| 2011                           | "On the Floor"                 | 0.46                           |
| 2011                           | "Party Rock Anthem"            | 0.33                           |
| 2011                           | "The Lazy Song"                | 0.25                           |
| 2011                           | "Super Bass"                   | 0.21                           |
| 2011                           | "Give Me Everything"           | 0.14                           |
| 2012                           | "Gangnam Style"                | 1.10                           |
| 2012                           | "Call Me Maybe"                | 0.37                           |
| 2012                           | "Ai Se Eu te Pego"             | 0.37                           |
| 2012                           | "Somebody That I Used to Know" | 0.33                           |
| 2012                           | "What Makes You Beautiful"     | 0.27                           |
| 2013                           | "Gentleman"                    | 0.61                           |
| 2013                           | "Wrecking Ball"                | 0.46                           |
| 2013                           | "We Can't Stop"                | 0.33                           |
| 2013                           | "Roar"                         | 0.30                           |
| 2013                           | "Just Give Me a Reason"        | 0.24                           |
| 2014                           | "Dark Horse"                   | 0.71                           |
| 2014                           | "Bailando"                     | 0.58                           |
| 2014                           | "Can't Remember to Forget You" | 0.44                           |
| 2014                           | "Dare (La La La)"              | 0.41                           |
| 2014                           | "Wiggle"                       | 0.40                           |
| 2015                           | "See You Again"                | 1.30                           |
| 2015                           | "Love Me Like You Do"          | 0.88                           |
| 2015                           | "Lean On"                      | 0.84                           |
| 2015                           | "Bad Blood"                    | 0.68                           |
| 2015                           | "Sugar"                        | 0.63                           |
| 2016                           | "Chantaje"                     | 2.00                           |
| 2016                           | "Closer"(Lyric-Vídeo)          | 1.90                           |
| 2016                           | "This Is What You Came For"    | 1.80                           |
| 2016                           | "Work From Home"               | 1.75                           |
| 2016                           | "Rockabye"                     | 1.70                           |
| 2017                           | "Despacito"                    | 4.40                           |
| 2017                           | "Shape of You"                 | 2.76                           |
| 2017                           | "Mi Gente"                     | 1.34                           |
| 2017                           | "Felices los 4"                | 1.17                           |
| 2017                           | "That's What I Like "          | 1.06                           |
| Fins al 27 de novembre de 2017 |                                |                                |

## Récords

### Vídeos més vistos históricament
La següent llista conté els 10 videos que han assolit la primera posició en número de visites desde l'octubre de 2005.
| Cançó                       | Nom del canal de Youtube | Origen              | Data de pujada       | Ref(s)               | Notes    |
| --------------------------- | ------------------------ | ------------------- | -------------------- | -------------------- | -------- |
| "Despacito"                 | LuisFonsiVEVO            | Puerto Rico         | 12 de gener de 2017  | [ 9 ]                | [ n. 1 ] |
| "See You Again"             | Wiz Khalifa              | Estats Units        | 6 d'abril de 2015    | [ 12 ]               |          |
| "Gangnam Style"             | officialpsy              | Cornualla           | 15 de juliol de 2012 | [ 13 ]               | [ n. 2 ] |
| "Sorry"                     | Justin Bieber            | Estats Units        | 22 d'octubre de 2015 |                      |          |
| "Blank Space"               | Taylor Swift             | Estats Units        | 10 de nov. de 2012   | [ 16 ]               | [ n. 3 ] |
| "Bad Romance"               | LadyGagaVEVO             | Estats Units        | 23 de nov. 2009      | [ 19 ]               | [ n. 4 ] |
| "Charlie Bit My Finger"     | HDCYT                    | Estats Units        | 22 de maig de 2007   | [ 22 ] [ 23 ]        |          |
| "Evolution of Dance"        | Judson Laipply           | Estats Units        | 6 de abril de 2006   | [ 23 ]               |          |
| "Girlfriend"                | RCARecords               | Estats Units Canadà | 27 de febrer de 2007 | [ 24 ] [ 25 ]        |          |
| "Music Is My Hot Hot Sex"   | CLARUSBARTEL72           | Brasil              | 9 d'abril de 2007    | [ 26 ] [ 27 ] [ 28 ] | [ n. 5 ] |
| "Pokemon Theme Music Video" | Smosh                    | Estats Units        | 28 de nov, 2005      | [ 29 ] [ 30 ]        | [ n. 6 ] |
| Fins al 4 d'agost de 2017   |                          |                     |                      |                      |          |

### Más vistos en el primer dia de publicació
| #  | Nom                                                                  | Número de vistes en 24 hores (en milions)* | Ref(s) |
| -- | -------------------------------------------------------------------- | ------------------------------------------ | ------ |
| 1  | Taylor Swift – "Look What You Made Me Do"                            | 40.7                                       | [ 33 ] |
| 2  | PSY – "Gentleman"                                                    | 38.4                                       | [ 34 ] |
| 3  | Adele – "Hello"                                                      | 27.7                                       | [ 35 ] |
| 4  | BTS – "DNA"                                                          | 20.9                                       | [ 36 ] |
| 5  | RedOne feat Daddy Yankee French Montana Dinah Jane – "Boom Boom"     | 21.1                                       | [ 37 ] |
| 6  | Taylor Swift feat. Kendrick Lamar – "Bad Blood"                      | 20.1                                       | [ 38 ] |
| 7  | Nicki Minaj – "Anaconda"                                             | 20.6                                       | [ 39 ] |
| 8  | Miley Cyrus – "Wrecking Ball"                                        | 19.1                                       | [ 40 ] |
| 9  | Taylor Swift – "Look What You Made Me Do [Lyric-Video]"              | 19.0                                       | [ 33 ] |
| 10 | Katy Perry feat Nicki Minaj - "Swish Swish"                          | 18.5                                       | [ 41 ] |
| 11 | Luis Fonsi –Featuring Daddy Yankee y Justin Bieber "Despacito Remix" | 17.5                                       | [ 42 ] |
| 12 | Shakira feat Rihanna – "Can't Remember to Forget You"                | 17.1                                       | [ 43 ] |
| 13 | Luis Fonsi feat. Demi Lovato - "Échame la culpa"                     | 17.1                                       | [ 44 ] |
| 14 | Jennifer Lopez feat. Iggy Azalea – "Booty"                           | 15.0                                       | [ 45 ] |
| 15 | Katy Perry feat. Migos – "Bon Appétit"                               | 14.2                                       | [ 46 ] |
| 16 | J Balvin, William - "Mi Gente"                                       | 14.0                                       | [ 47 ] |
| 17 | Rihanna feat. Drake – "Work"                                         | 13.5                                       | [ 48 ] |
| 18 | Blackpink – "As if it's your last"                                   | 13.3                                       | [ 49 ] |